# Danny van Trijp
Danny van Trijp (Etten-Leur, 24 december 1996) is een Nederlandse darter.

## Carrière
Van Trijp ging in 2019 naar de Europese Q-School, maar kwam nooit verder dan de laatste 16 waardoor hij een Tourcard misliep. Hij kwalificeerde zich toen in een van de kwalificatiewedstrijden van de Associate Members voor de European Darts Open 2019 in Leverkusen. Hij verloor echter met 6-3 van Adam Hunt in de eerste ronde.
Hij kwalificeerde zich ook voor de Dutch Darts Masters 2019. In de eerste ronde behaalde hij een 6-5 overwinning tegen Keegan Brown, maar werd in de tweede ronde met 6-2 verslagen door Ricky Evans.
Danny maakte zijn Players Championship-debuut op 3 augustus 2019. Hij verloor in de eerste ronde van David Pallett (6-5). Een dag later won hij met 6-3 van Simon Stevenson, waarna hij in de tweede ronde onderuit ging tegen Steve Beaton (6-5).
In januari 2020 deed Van Trijp opnieuw een poging om een Tourcard te bemachtigen. Op de eerste dag verloor hij in de eerste ronde van Patrik Kovács. Op dag twee verloor hij de Last 16 van Daniel Larsson. Op dag 3 verloor hij bij de laatste 64 van Cody Harris. Op de laatste dag bereikte Van Trijp de halve finale, waar hij verloor van Steffen Siepmann.
Van Trijp maakte op 6 maart 2020 zijn UK Open-debuut. In de eerste ronde won hij met 6-4 van Boris Koltsov. In de tweede ronde werd Van Trijp met 6-0 verslagen door William Borland.

## Resultaten op wereldkampioenschappen

### PDC
- 2023: Laatste 64 (verloren van Jonny Clayton met 0-3)